# DCLXVI: To Ride Shoot Straight and Speak the Truth
DCLXVI: To Ride Shoot Straight and Speak the Truth (рус. DCLXVI: Ехать, метко стрелять и говорить правду) — четвёртый студийный альбом шведской дэт-металлической группы Entombed, выпущен в 1997 году на лейбле Jive.

## Об альбоме
Запись диска проходила в стокгольмской студии Sunlight Studio.
DCLXVI в названии альбома — это число 666 написанное римскими цифрами.
Этот альбом был назван журналом Metal Hammer — альбомом #2 1997 года.
«Местами музыка напоминает совершенно озверевших, утяжелившихся и убыстрившихся Venom и Motorhead, иногда что-то рокабилльное, а временами чуть ли не Криса Айзека. Но общее впечатление — сокрушающее».

## Список композиций
| №   | Название                                      | Длительность |
| --- | --------------------------------------------- | ------------ |
| 1.  | «To Ride, Shoot Straight and Speak the Truth» | 3:11         |
| 2.  | «Like This with the Devil»                    | 2:12         |
| 3.  | «Lights Out»                                  | 3:36         |
| 4.  | «Wound»                                       | 2:44         |
| 5.  | «They»                                        | 4:06         |
| 6.  | «Somewhat Peculiar»                           | 3:20         |
| 7.  | «DCLXVI»                                      | 1:44         |
| 8.  | «Parasight»                                   | 2:50         |
| 9.  | «Damn Deal Done»                              | 3:25         |
| 10. | «Put Me Out»                                  | 2:25         |
| 11. | «Just as Sad»                                 | 1:52         |
| 12. | «Boats»                                       | 3:07         |
| 13. | «Uffe's Horrorshow»                           | 1:19         |
| 14. | «Wreckage»                                    | 4:01         |

Ограниченным тиражом вышел digipak с бонус-CD под названием Family Favourites с дополнительными песнями:
| №   | Название                                         | Длительность |
| --- | ------------------------------------------------ | ------------ |
| 15. | «Kick Out The Jams» (MC5 cover)                  | 2:49         |
| 16. | «Tear It Loose» (Dee Snider cover)               |              |
| 17. | «21st Century Schizoid Man» (King Crimson cover) | 3:19         |
| 18. | «Bursting Out» (Venom cover)                     | 3:43         |
| 19. | «Satan» (Dwarves cover)                          |              |
| 20. | «Under The Sun» (Black Sabbath cover)            | 5:45         |

Диск был переиздан в 2008 году в составе классической серии студии Earache Classic на DVD.

## Участники записи
- Lars Göran Petrov — вокал
- Jörgen Sandström — бас-гитара
- Nicke Andersson — ударные
- Ulf Cederlund — гитара
- Alex Hellid — гитара